# Colgar calcum
Colgar calcum är en insektsart som beskrevs av Medler 2000. Colgar calcum ingår i släktet Colgar och familjen Flatidae. Inga underarter finns listade i Catalogue of Life.